# Atoomstijl
Atoomstijl is de benaming voor een bepaalde stijl voor strips. Net als de term "klare lijn" is de term "atoomstijl" een naam die bedacht is door Joost Swarte. De naam komt van het Atomium dat ter gelegenheid van de Wereldtentoonstelling van 1958 in Brussel is gebouwd. Swarte gebruikte de term in 1977 voor het werk van enkele tekenaars van de School van Marcinelle die in de jaren 1950 furore maakte.

## Omschrijving

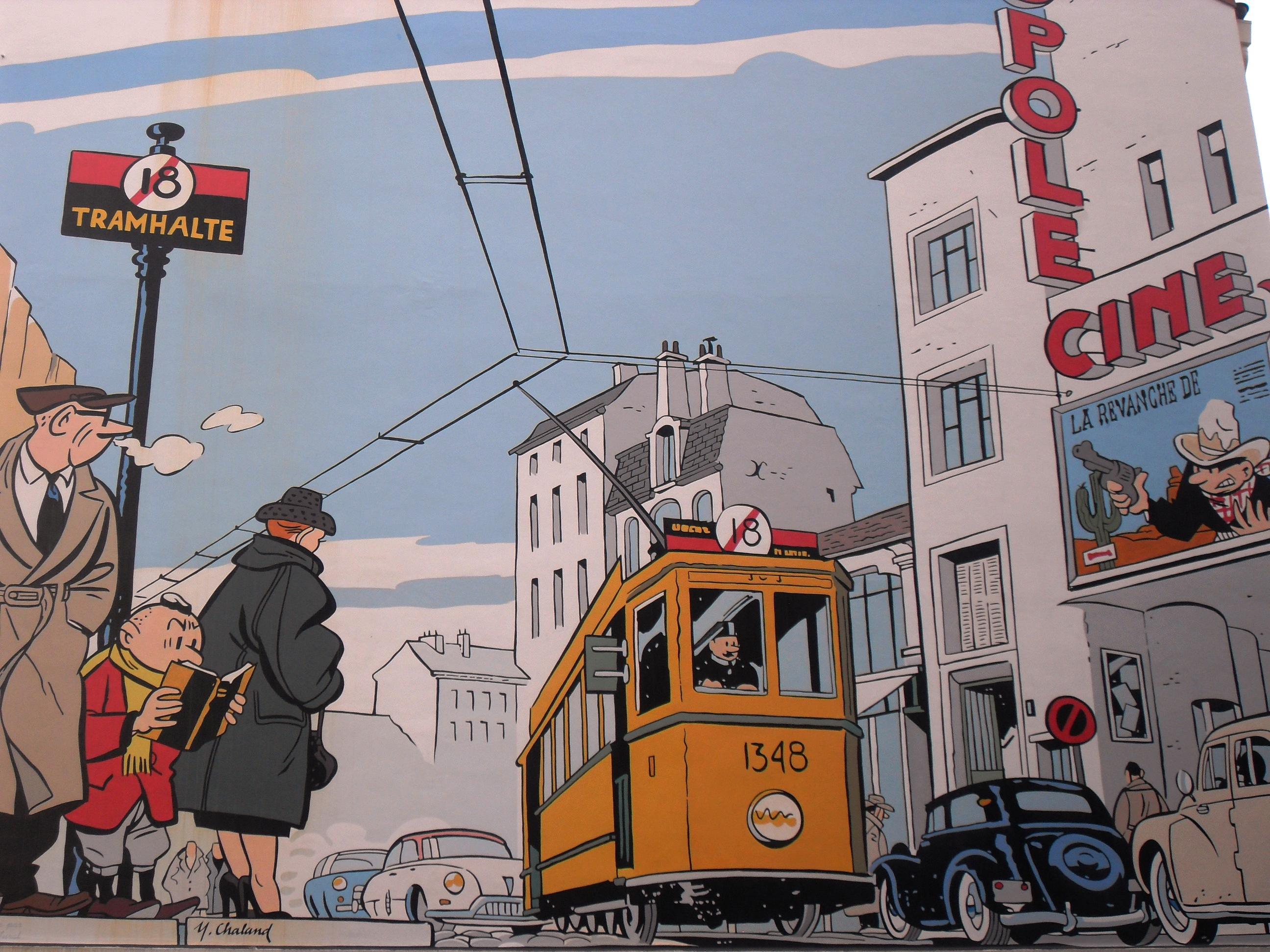
Stripmuur in Brussel met een tekening van Yves Chaland

De atoomstijl is niet exact te definiëren, het is een stijl die voornamelijk is gebaseerd op het vroege tekenwerk van Jijé zoals die voor het eerst waarneembaar is in zijn strip Freddy Fred (1939). Soms wordt tevens het vroege werk van tekenaars als Tillieux, Will en zelfs Franquin genoemd als bron van inspiratie voor deze stijl. Pionier van de atoomstijl is Ever Meulen (pseudoniem van Eddy Vermeulen) die in een extreem gestileerde heldere stijl voornamelijk werk leverde als illustrator. Zijn illustraties (en enkele strips) zijn een voorbeeld voor veel navolgers geweest. Een andere pionier van de atoomstijl is Yves Chaland die in een wat minder extreme stijl "atoomstrips" tekende.
Thematisch sluiten de strips aan op het optimisme en futurisme van de jaren 50 van de 20e eeuw. De tekenaars spelen met design en laten zich in hun werk beïnvloeden door meubelontwerp, architectuur, auto's, grafische kunsten. De atoomstijl wordt gekenmerkt door wat hoekige maar toch vloeiende klare lijnen met het design-decor van de jaren vijftig, naoorlogse art deco. Ten opzichte van de klare lijn kenmerkt de atoomstijl zich door een meer gestileerd realisme en meer dynamiek in de tekeningen, maar de atoomstijl is moeilijk te reduceren tot één tekenstijl.

## Bekende tekenaars in de atoomstijl
Enkele bekende namen die in de atoomstijl werken of hebben gewerkt zijn:
- Jean-François Biard: De Levensrobijn, 38ste Breedtegraad
- Yves Chaland: Bob Fish, Freddy Lombard, Adolphus Claar, De jonge Albert
- Serge Clerc: Sam Bronx, Phil Perfect
- Kay Coenen: Panama
- Lode Devroe: Dr. Dia
- Jean-Louis Floch: Koude oorlog
- Alain Grand: Norman S. Fields
- Wim Hanssen: Kits & Rik, 1984
- Ben Jansen: diverse losse strips (niet in boekvorm uitgebracht)
- Michiel de Jong: Lana Planck
- Henk Kuijpers: Franka
- Lapone: grafisch werk, onder meer voor het Atomium
- Ever Meulen (Eddy Vermeulen): Koele Karlos
- Pjotr (Piet De Rycker): Tommy Gun en Marion Lee, De terugkeer van Roxane
- Olivier Schwartz: Inspecteur Bayard, Robbedoes en Kwabbernoot
- Stanislas (Stanislas Barthélémy): De avonturen van Hergé
- Daniel Torres: Sabotage!, Opium, Roco Vargas
- Jan Van Der Veken: Fabrica Grafica
- Luc Verschuuren: Kees Kruik
- Willem Vleeschouwer (Wévé): De Spoorstraat